# کاسا/آی‌پی‌تی‌ان سی‌ان-۲۳۵
کاسا/آی‌پی‌تی‌ان سی‌ان-۲۳۵ (به انگلیسی: CASA/IPTN CN-235) یک هواپیمای ترابری دو موتوره میان برد است که به‌طور مشترک توسط کاسا اسپانیا و هواپیماساز اندونزیایی IPTN به عنوان یک هواپیمای مسافربری و حمل و نقل نظامی منطقه ای توسعه یافته است. نقش‌های نظامی اصلی آن شامل گشت دریایی، نظارت و حمل و نقل هوایی است. بزرگ‌ترین کاربر آن ترکیه است که دارای ۵۹ فروند از این هواپیما است.

## مشخصات فنی (سی‌ان۲۳۵)
داده‌ها از Airbus Military
ویژگی‌های عمومی
- خدمه: دو، خلبان و کمک خلبان
- ظرفیت: ۵۱ مسافر، ۳۵ چترباز، ۱۸ برانکارد یا چهار پالت HCU-6/E شامل یکی روی رمپ و ۶۰۰۰ کیلوگرم (۱۳۱۰۰ پوند)
- طول: ۲۱٫۴۰ متر (۷۰ فوت ۲٫۵ اینچ)
- پهنای بال: ۲۵٫۸۱ متر (۸۴ فوت ۸ اینچ)
- ارتفاع: ۸٫۱۸ متر (۲۶ فوت ۱۰ اینچ)
- مساحت بال‌ها: ۵۹٫۱۰ متر مربع (۶۳۶٫۱ فوت مربع)
- نسبت اندازه: ۱۱٫۲۷:۱
- ایرفویل: NACA 653-218
- وزن خالی: ۹٬۸۰۰ کیلوگرم (۲۱٬۶۰۵ پوند)
- بیشترین وزن برخاست: ۱۶٬۱۰۰ کیلوگرم (۳۵٬۴۲۰ پوند)
- پیشرانه: ۲ عدد موتور توربوپراپ جنرال الکتریک سی‌تی۷-۹سی۳، ۱٬۳۰۵ کیلووات (۱٬۷۵۰ اسب بخار) در هر موتور (برخاست)

عملکرد
- سرعت کروز: ۴۵۰ کیلومتر بر ساعت (۲۸۶ مایل بر ساعت، ۲۴۸ گره) در ۴٬۵۷۵ متر (۱۵٬۰۰۰ فوت)
- سرعت واماندگی: ۱۵۶ کیلومتر بر ساعت (۹۷ مایل بر ساعت، ۸۴ گره) (flaps down)
- بُرد: ۴٬۳۵۵ کیلومتر (۲٬۷۰۶ مایل، ۲٬۳۵۰ مایل دریایی)
- حداکثر ارتفاع: ۷٬۶۲۰ متر (۲۵٬۰۰۰ فوت)
- نرخ صعود: ۷٫۸ متر بر ثانیه (۱٬۷۸۰ فوت بر دقیقه)